# Hubbard (Texas)
Hubbard è un centro abitato degli Stati Uniti d'America situato nella contea di Hill dello Stato del Texas.
La popolazione era di 1 423 persone al censimento del 2010.

## Geografia fisica
Hubbard è situata a 31°50′51″N 96°47′50″W (31.847593, -96.797352).
Secondo lo United States Census Bureau, ha un'area totale di 2,0 miglia quadrate (5,2 km²), di cui 2,0 miglia quadrate (5,2 km²) di terreno e lo 0,50% d'acqua.

## Società

### Evoluzione demografica
Secondo il censimento del 2000, c'erano 1 586 persone, 625 nuclei familiari e 406 famiglie residenti nella città. La densità di popolazione era di 800,8 persone per miglio quadrato (309,3/km²). C'erano 715 unità abitative a una densità media di 361,0 per miglio quadrato (139,4/km²). La composizione etnica della città era formata dal 74,46% di bianchi, il 20,81% di afroamericani, lo 0,25% di nativi americani, lo 0,19% di asiatici, l'1,39% di altre razze, e il 2,90% di due o più etnie. Ispanici o latinos di qualunque razza erano il 3,97% della popolazione.
C'erano 625 nuclei familiari di cui il 30,9% aveva figli di età inferiore ai 18 anni, il 44,6% aveva coppie sposate conviventi, il 17,1% aveva un capofamiglia femmina senza marito, e il 35,0% erano non-famiglie. Il 32,0% di tutti i nuclei familiari erano individuali e il 20,0% aveva componenti con un'età di 65 anni o più che vivevano da soli. Il numero di componenti medio di un nucleo familiare era di 2,42 e quello di una famiglia era di 3,10.
La popolazione era composta dal 27,5% di persone sotto i 18 anni, il 6,8% di persone dai 18 ai 24 anni, il 24,0% di persone dai 25 ai 44 anni, il 19,9% di persone dai 45 ai 64 anni, e il 21,9% di persone di 65 anni o più. L'età media era di 39 anni. Per ogni 100 femmine c'erano 78,4 maschi. Per ogni 100 femmine dai 18 anni in giù, c'erano 73,7 maschi.
Il reddito medio di un nucleo familiare era di 25 950 dollari e quello di una famiglia era di 34 083 dollari. I maschi avevano un reddito medio di 30 795 dollari contro i 16 696 dollari delle femmine. Il reddito pro capite era di 15 311 dollari. Circa il 20,4% delle famiglie e il 24,5% della popolazione erano sotto la soglia di povertà, incluso il 36,7% di persone sotto i 18 anni e il 15,1% di persone di 65 anni o più.